# قره‌داغ (گدابیگ)
قره‌داغ (به لاتین: Qaradağ) یک منطقه مسکونی در جمهوری آذربایجان است که در شهرستان گدابیگ واقع شده است. قره‌داغ ۱۳۱۸ نفر جمعیت دارد.